# Triumphant Return
Triumphant Return é o terceiro álbum de estúdio da banda Whitecross, lançado a 31 de Janeiro de 1989.
O disco atingiu o nº 13 do Top Contemporary Christian. Este álbum ganhou um GMA Dove Awards, na categoria Hard Music Album of the Year em 1989.

## Faixas
1. "Attention Please" (Carroll, Wenzel) - 3:55
2. "Red Light" (Carroll, Schmutzer) - 4:34
3. "Straight Through the Heart" (Carroll) - 3:58
4. "Down" (Carroll, Wenzel) - 4:03
5. "Behold" (Carroll, Farrell, Wenzel) - 4:36
6. "Shakedown" (Carroll, Wenzel) - 4:17
7. "Flashpoint" (Carroll) - 1:31
8. "Simple Man" (Carroll, Powers) - 4:22
9. "Over the Top" (Carroll, Wenzel) - 4:19
10. "Heaven's Calling Tonight" (Carroll, Wenzel) - 4:16